# Llandinam
Llandinam est un village et une communauté dans le Montgomeryshire au Pays de Galles.
Il avait une population de 911 habitants en 2011.